# Kaserne Auf der Freiheit
Die Kaserne Auf der Freiheit war eine militärische Anlage in der Stadt Schleswig. Sie wurde ursprünglich von 1933 bis 1937 auf der Schleswiger Freiheit als See-Fliegerhorst für die Wehrmacht erbaut und ab 1957 von der Bundeswehr bis 2003 genutzt.

## Geschichte
Bereits 1604 nutzten wehrfähige Bürger den Platz als Übungsplatz. Im Dreißigjährigen Krieg richteten Lüneburger Truppen sich dort eine Sternschanze ein. Während der letzten Pestwellen (1628) und (1712) wurden dort auch Tote beerdigt oder der Platz für Hinrichtungen mit dem vom dänischen Militär 1684 aufgestellten Galgen genutzt. Nach dem Krieg gegen Dänemark 1866 verwendeten preußische Truppen den Platz als Reit- und Truppenübungsplatz. Zwischen 1881 und 1926 wurden dort weitere Freizeit- und Verkaufsgebäude wie ein Freibad oder ein Sportplatz errichtet.

### Zeit des Nationalsozialismus
Nach der Machtergreifung der Nationalsozialisten wurde das Gelände von der Reichswehr einverleibt und die Kaserne Auf der Freiheit errichtet, die 1938 fertiggestellt wird. Es entstand ein Fliegerhorst für Seeflieger. Die Fliegerersatzabteilung 16 bezog bereits 1935 erste Gebäude und begann am 1. Oktober 1935 mit der Grundausbildung. Nach der Fertigstellung des letzten Bauabschnittes besichtigte im August 1938 Generalfeldmarschall Hermann Göring die Kaserne. Am 1. April 1939 wurde die Abteilung in Fliegerausbildungsbataillon 16  umbenannt. Zum 1. Januar 1942 wuchs das Bataillon zum Fliegerausbildungsregiment 16 auf.

### Besatzung
Am 6. Mai 1945 wurde Schleswig von britischen Truppen besetzt und der Seefliegerhorst am 16. Mai 1945 beschlagnahmt. Die Kaserne, die in Caterham Barracks umbenannt wurde, bezogen wechselnd Einheiten, darunter die 404 District Command Royal Engineers, das Garrison Royal Engineer Battalion, die 16th/5th Lancers (März–Oktober 1946) und die 2nd/16th Independent Parachute Brigade Group Signal Squadron (Februar–September 1948), die im Mai 1948 in Schleswig durch Elisabeth II. besucht wurde. Die britischen Besatzungstruppen in Schleswig-Holstein wurden im Herbst 1948 durch die Norwegische Deutschland-Brigade, die zuvor in Südostniedersachsen disloziert war, teilweise abgelöst. Am 23. September 1948 traf der Brigadestab der norwegischen Brigade 482 aus Goslar in seinem neuen Hauptquartier in der Kaserne in Schleswig ein. Am 21. Februar 1949 erfolgte die Ablösung und Kommandoübergabe an das nächste Kontingent, die norwegische Brigade 491. Im August 1949 fand die Ablösung durch die Brigade 492 statt. Ende Oktober bis Anfang November 1949 musste das Bataillon 3 aus der Borgard Barracks/Richmond Barracks in Itzehoe nach Schleswig in die Caterham Barracks verlegen, um für dänische Besatzungstruppen Platz zu schaffen. Im Februar 1950 kam es zum Wachwechsel zur Brigade 501. Am 22. August 1950 wurde das Kommando an die Brigade 502 übergeben. Erst am 16. März 1951 löste die Brigade 511 ihre Vorgänger ab. Am 20. Oktober 1951 folgten die Soldaten der Brigade 512, die im April 1952 ihre Ablösung durch die Brigade 521 erfuhren. Am 9. Oktober 1952 übernahm schließlich die Brigade 522, die als letzter norwegischer Verband vom 11. bis 30. April 1953 aus Schleswig-Holstein in die Heimat abzog. Anschließend stand die Kaserne drei Jahre leer.

### Erste Aufbauphase der Bundeswehr 1956–1958
Im Juni 1956 bildete sich in der Kaserne Seefliegerhorst die Standortverwaltung. Sie siedelte 1962 in die ehemalige Moltkekaserne in Schleswig über.
Am 15. Juli 1956 wurde in der Kaserne in Schleswig das Panzerpionierbataillon 3 aufgestellt, das zunächst als Divisionstruppenteil der 3. Panzerdivision vorgesehen war. Am 1. März 1958 wurde es in Pionierbataillon 6 umbenannt und der 6. Panzergrenadierdivision unterstellt. Am 30. März 1958 zog es in seinen neuen Standort Plön in die Fünf-Seen-Kaserne im Ortsteil Stadtheide ein.
Mit der Bildung des Panzerpionierbataillons 3 entstand in der Kaserne ab 15. Juli 1956 in Schleswig auch die Schwimmbrückenkompanie 733. Sie verlegte ebenfalls am 30. März 1958 in die Fünf-Seen-Kaserne nach Plön.
Am 1. August 1956 bildete sich die Panzerkampfgruppe B3 der 3. Panzerdivision in der Kaserne in Schleswig. Doch bereits am 3. April 1958 verlegte sie in die Lützow-Kaserne nach Schwanewede.
Ebenfalls am 1. August 1956 wurde die leichte Feldzeuginstandsetzungskompanie 3 der 3. Panzerdivision aufgestellt. Am 16. Januar 1958 erfolgte die Verlegung nach Achim in die Steuben-Kaserne.
Am 31. August 1956 schlug in der Kaserne die Geburtsstunde des Panzerflugabwehrartilleriebataillon 3 der 3. Panzerdivision. Zum 1. November 1957 wurde es zum Flugabwehrartilleriebataillon 6 umbenannt, um künftig als Verband der 6. Panzergrenadierdivision anzugehören. Am 16. März 1959 wurde es abermals umbenannt in Flugabwehrbataillon 6. Am 1. April 1962 zog es in die Schill-Kaserne nach Lütjenburg um. Zuvor waren bereits ab Januar 1962 Verlegungen größerer Teile erfolgt.
Im August 1956 wurde zudem die leichte Pioniergerätekompanie 761 aufgestellt. Am 15. November 1957 verlegte sie nach Achim in die Steuben-Kaserne.
Am 6. September 1956 entstand das Panzergrenadierbataillon 13. Ursprünglich als Verband der 3. Panzerdivision aufgestellt, wurde es jedoch am 11. und 12. Januar 1957 in die Blücher-Kaserne nach Hemer verlegt und der 7. Panzergrenadierdivision unterstellt.
Am 1. Oktober 1956 schlug in der Kaserne die Geburtsstunde der leichten Feldinstandsetzungskompanie 6. Sie ging am 1. April 1959 in der 3./Versorgungsbataillon 166 auf, die in der Briesen-Kaserne in Flensburg aufgestellt wurde.
1956 wurde die mittlere Feldinstandsetzungskompanie 546 in der Kaserne gebildet. 1958 verlegte die Kompanie in die Rantzau-Kaserne.
Das ab Januar 1956 in der Deines-Bruchmüller-Kaserne in Niederlahnstein aufgestellte Flugabwehrversuchsregiment verlegte am 25. Oktober 1956 nach Flensburg. Am 21. Juni 1957 zogen der Stab, das I. und II. Bataillon nach Schleswig um, während das III. Bataillon in Flensburg verblieb. Im Juni 1957 kamen der Stab und das II. Bataillon in die Wagrien-Kaserne nach Putlos. Zwischen Dezember 1957 und Januar 1958 verlegte das I. Bataillon nach Hamburg-Osdorf.
Am 26. April 1957 wurde in der Kaserne die mittlere Feldinstandsetzungskompanie 545 aufgestellt. Am 16. März 1959 gliederte sie zur schweren Instandsetzungskompanie 462 um, die am 16. Oktober 1967 in 3./Instandsetzungsbataillon 460 umbenannt wurde und bis zum 30. September 1972 am Standort bestand.
Die „Kleine Kommandantur“ als Kreiskommandostelle bildete sich am 1. Juni 1957 in der Kaserne. 1964 wurde sie zum Verteidigungskreiskommando 112 umgegliedert und in die ehemalige Moltkekaserne in Schleswig verlegt.
Im August 1957 wurde das Kreiswehrersatzamt Schleswig kurzfristig in der Kaserne untergebracht, bevor es in den Seminarweg in Schleswig umzog.
Im Herbst 1957 fanden im Umfeld der Kaserne die Manöver „Südwind“ und „Nordwind“ statt, wobei die Pioniere in 24 Stunden eine Pontonbrücke über die Schlei errichteten.
Das Teilkommando Radar-Flugmeldeabteilung 332 bildete sich am 25. November 1957 in der Kaserne. Es wurde am 8. August 1958 zunächst in VP 4. Flugmeldekompanie (ortsfest) 342, am 1. April 1959 in 2. Flugmeldekompanie 341, schließlich zum 17. Januar 1961 in 2./Flugmeldeabteilung 341 umbenannt. Am 18. Januar 1962 teilte sich die Einheit in 10./ und 11./Fernmelderegiment 34. Zum 1. April 1963 wurde aus der 10./Fernmelderegiment 34 die 1./Fernmelderegiment 37 sowie aus der 11./Fernmelderegiment 34 die 2./Fernmelderegiment 37. Am 1. August 1969 wurde aus der 1./Fernmelderegiment 37 die 5./Fernmelderegiment 34 sowie aus der 2./Fernmelderegiment 37 die 6./Fernmelderegiment 34. Im März 1986 verlegten beide Einheiten mit ihrem Regimentsstab nach Rendsburg-Krummenort.
Das im Mai 1957 in der Pionier-Kaserne in Koblenz gebildete schwere Pionierbataillon 718 (TV) verlegte Mitte 1957 nach Köln in die Lüttich-Kaserne und am 30. März 1958 weiter nach Schleswig. Am 1. April 1971 wurde es in schweres Pionierbataillon 620 umbenannt. Zum 1. April 1981 folgte eine weitere Umbenennung zum Pionierbataillon 620. Mit dem Schwimmbrückenbataillon 660 fusionierte es am 1. April 1993 zum Pionierbrückenbataillon 620. Doch bereits zum 1. April 1997 änderte sich die Bezeichnung des Pionierbrückenbataillons 620 wieder zu Pionierbataillon 620. Zum 30. September 2003 wurde es schließlich außer Dienst gestellt. Teile wurden zur Aufstellung des Spezialpionierbataillons 164 in Husum verwendet.
Am 1. April 1958 wurde in der Kaserne das Quartiermeistertransportbataillon 915 in Dienst gestellt. Es bestand aus den leichten Quartiermeistertransportkompanien 950, 951 und 952 sowie der Quartiermeistermaterialkompanie 953. Am 1. April 1959 wurde es unter Umbenennung in Transportbataillon 630 in die Hanseaten-Kaserne nach Itzehoe verlegt.
Am 1. Oktober 1958 wurde die Bundeswehrfachschule Schleswig eingerichtet, die in der Kaserne bis August 1966 bestand.
Für den Aufbau der Territorialverwaltung traf 1958 das Vorauspersonal für den TV Stab I A in der Kaserne ein. 1960 verlegte der Kommandostab nach Flensburg.

### Zweite Aufbauphase der Bundeswehr 1959–1969
Die ab 1. April 1958 in der Grenzland-Kaserne in Flensburg aufgestellte III./Feldartillerieregiment 6 gliederte am 16. März 1959 zum Feldartilleriebataillon 61 um und verlegte wenige Tage später, am 25. März 1959 nach Schleswig. Am 1. November 1963 erfolgte ein weiterer Umzug in die Dithmarsen-Kaserne nach Albersdorf.
Am 1. April 1959 wurde in der Kaserne die Flugabwehrbatterie 160 aufgestellt. Sie zog am 3. Januar 1962 in die neue Schill-Kaserne nach Lütjenburg um.
Ebenfalls am 1. April 1959 bildete sich in der Kaserne die Flugabwehrbatterie 180, die am 1. April 1962 in die Schill-Kaserne nach Lütjenburg verlegte.
1959 wurde das Feldjägerwachkommando Schleswig in der Kaserne eingerichtet, das 1963 in Feldjägerdienstkommando Schleswig umbenannt wurde. 1972 erfolgte die Verlegung nach Heide in die Wulf-Isebrand-Kaserne unter gleichzeitiger Umbenennung in Feldjägerdienstkommando Heide.
Zudem entstand 1959 die Pionierausbildungskompanie 561 in der Kaserne in Schleswig. Im selben Jahr wurde die schwere Schwimmbrückenkompanie 721 hier aufgestellt. 1970 erhielt sie eine neue Bezeichnung als Straßen- und Eisenbahn-Schwimmbrückenkompanie 621. Zum 1. April 1981 wurde sie in das Schwimmbrückenbataillon 660 eingegliedert.
Am 1. Januar 1961 wurde in Osnabrück die Flugmeldeabteilung 341 gebildet, deren Einsatzort jedoch die Radarstellung (CRC) in Brekendorf (54° 26′ 26″ N, 9° 39′ 40″ O) werden sollte. Am 12. September 1961 verlegte die Einheit nach Schleswig. Am 18. Januar 1962 gliederte sie zur III./Fernmelderegiment 34 um. Ab Mai 1962 war der Abteilung eine Luftwaffensanitätsstaffel zugeordnet. Am 1. April 1963 wurde aus der Einheit die I./Fernmelderegiment 37. Zum 1. August 1969 erfolgte die Rückumbenennung in III./Fernmelderegiment 34. Am 18. März 1986 wurde die Einheit nach Rendsburg-Krummenort in die Hugo-Junkers-Kaserne verlegt. 1990 kam es dann zur Umgliederung in die Radarführungsabteilung 13 und im April 1994 zur Verlegung in die Preußer-Kaserne nach Eckernförde. Mit der Entbindung des CRC Brekendorf vom Einsatzauftrag am 19. Dezember 2003 wurde zum 31. Dezember 2003 auch die Radarführungsabteilung 13 in der Preußer-Kaserne aufgelöst.
Die Flugabwehrbatterie 170 wurde am 16. November 1961 in der Kaserne gebildet, jedoch zum 1. April 1962 nach Hamburg in die Estorff-Kaserne verlegt. Im Juli 1967 zog sie nach Traunstein unter gleichzeitiger Umbenennung in 4./Flugabwehrbataillon 8.
Am 12. April 1962 entstand das Feldartilleriebataillon 165 der Panzergrenadierbrigade 16 der 6. Panzergrenadierdivision in der Kaserne. Am 1. Mai 1967 wurde es in Panzerartilleriebataillon 165 umbenannt. Doch seine Tage in Schleswig waren gezählt: im Rahmen der Umsetzung der NATO-Strategie der Vorneverteidigung verlegte die gesamte Panzergrenadierbrigade 16 in neue Standorte in der Nähe der innerdeutschen Grenze östlich von Hamburg. Das Panzerartilleriebataillon 165 zog im Oktober und November 1972 in die Bose-Bergmann-Kaserne in Hamburg-Wentorf um.
Die am 1. August 1960 in Münster in der Von-Einem-Kaserne aufgestellte Fliegerdivision Nord wurde am 1. April 1963 in 7. Luftwaffendivision umbenannt und ihr Stab gleichzeitig in die Kaserne nach Schleswig verlegt. Zum 1. April 1968 wurde die 7. Luftwaffendivision wieder aufgelöst.
Am 14. Oktober 1964 kam der Stab des Fernmelderegiments 37 nach Schleswig. Er wurde aufgestellt am 25. November 1960 als Stab des Fernmelderegiments 34 in Osnabrück und Wunstorf, verlegte jedoch bereits am 16. Januar 1961 nach Aurich in die Blücher-Kaserne. Am 1. April 1963 erfolgte die Umbenennung in Fernmelderegiment 37. Am 6. Juli 1963 kam der Regimentsstab zunächst nach Rendsburg in die Rüdel-Kaserne. In Schleswig fand am 1. August 1969 die Rückumbenennung in Fernmelderegiment 34 statt. Am 18. März 1986 verlegte der Verband nach Rendsburg-Krummenort, wo er zum 31. März 1990 seine Auflösung erfuhr.
Die am 1. April 1961 in Kiel-Wik gebildete Versorgungskompanie 710 zog am 17. August 1964 nach Schirnau um. Ab 1965 begann die Aufstellung des Versorgungsbataillons 714 unter Heranziehung der Versorgungskompanie 710 und der Ausbildungskompanie Reserveoffiziersanwärter 533. Am 3. Oktober 1967 hatte der Verband seinen ersten Kommandeur. Das Bataillon verlegte vom 12. bis 18. Oktober 1967 nach Schleswig in die Kaserne Auf der Freiheit. Zum 1. Oktober 1972 wird aus ihm das teilaktive Versorgungsbataillon 13. Am 31. März 1980 wurde das Bataillon aufgelöst. Aus ihm entstanden die Nachschubkompanie 510 und die Instandsetzungskompanie 510.
In den 1960er und 1970er Jahren war zudem die Ausbildungskompanie 748 hier stationiert.
1967 erhielt die Kaserne Seefliegerhorst ihren neuen Namen: Kaserne Auf der Freiheit.
1969 wurde der Unteroffizierslehrgang Fernmelderegiment 34 in der Kaserne Auf der Freiheit eingerichtet. Doch bereits am 13. Juli 1970 erfolgte seine Verlegung in das Lager Eggebek Süd.

### Konsolidierungsphase der Bundeswehr 1970–1989
Die 1959 in Putlos aufgestellte 5./Logistisches Lehr- und Versuchsbataillon 900 wurde am 1. Oktober 1964 zunächst in Pipelinepionierkompanie 926 und dann am 1. Oktober 1971 in Pipelinepionierkompanie 641 umbenannt. Im Januar 1973 fand der Umzug von Putlos nach Schleswig statt. Am 1. April 1982 erhielt die Einheit wieder eine neue Bezeichnung als Pipelinepionierkompanie 601. Zum 1. April 1993 wechselte sie ihren Namen in Technische Spezialkompanie 601. Am 1. Januar 1997 gliederte sie in die Spezialpionierkompanie 601 als Geräteeinheit um und wurde im Mobilmachungsstützpunkt Idstedt eingelagert. 2003 wurde sie endgültig aufgelöst. Ihr Material wurde für das neue Spezialpionierbataillon 164 in Husum verwendet.
Am 1. April 1980 entstand aus der 3./Versorgungsbataillon 13 die teilaktive Instandsetzungskompanie 510 der Heimatschutzbrigade 51. Zum 1. Oktober 1993 wurde die Kompanie aus der Heimatschutzbrigade 51 herausgelöst und dem Instandsetzungsbataillon 610 unterstellt. 1994 fand die endgültige Auflösung statt.
Ebenfalls am 1. April 1980 wurde die teilaktive Nachschubkompanie 510 der Heimatschutzbrigade 51 aus Teilen des bisherigen Versorgungsbataillons 13 gebildet. Zum 1. Oktober 1993 wechselte die Einheit von der Heimatschutzbrigade 51 zum Nachschubbataillon 610. Am 31. März 1994 wurde sie schließlich aufgelöst und ging im neuen Transportbataillon 610 auf.
Am 1. April 1981 wurde als teilaktiver Verband das Schwimmbrückenbataillon 660 aufgestellt. Das Bataillon fusionierte mit dem Pionierbataillon 620 am 1. April 1993 zum Pionierbrückenbataillon 620.
Am 1. Januar 1986 wurde die Fahrschulgruppe Schleswig in der Kaserne Auf der Freiheit aufgestellt. Am 1. April 1994 bildete sich hieraus das Kraftfahrausbildungszentrum Schleswig, das zum 30. Juni 2003 aufgelöst wurde.
Das am 1. April 1981 im Lager Eggebek Süd aufgestellte Pionierausbildungszentrum 600 verlegte 1986 in die Kaserne Auf der Freiheit und wurde hier zum 30. September 1993 aufgelöst.
Das seit 1981 in der ehemaligen Moltkekaserne eingelagerte nichtaktive Verfügungstruppenkommando 41 wurde 1989 in die Kaserne Auf der Freiheit verlegt und schließlich zum 30. Juni 1993 aufgelöst. Es ging im neuen Verteidigungsbezirkskommando 11 auf.

### Ende des Kalten Krieges und Schließung des Standortes
Die Pionierbrigade 10 wurde am 1. April 1993 in der Kaserne Auf der Freiheit aufgestellt. Am selben Tag wurde eine Feldersatzkompanie der Pionierbrigade 10 als Geräteeinheit gebildet. Doch bereits am 30. Juni 1997 wurde die Pionierbrigade 10 wieder aufgelöst. Die nichtaktive Feldersatzkompanie wurde bereits zum 31. März 1997 außer Dienst gestellt.
Durch das Stationierungskonzept 2001 kam das Aus für die Kaserne Auf der Freiheit. Die Kaserne wurde zum 31. Dezember 2003 durch die Bundeswehr aufgegeben.
2012 kehrten im Rahmen eines NATO-Manövers jedoch kurzfristig Soldaten in die Kaserne zurück.

### Weitere Stationierungen der Bundeswehr
Vom 1. Oktober 1970 bis zum 30. November 1994 war der Fernmelderevisionsdiensttrupp 120/302 in der Kaserne stationiert. Die Fernmeldedienstgruppe 120/30 war vom 1. April 1981 bis zum 30. September 1994 hier stationiert. Vom 1. Oktober 1988 bis zum 30. November 1994 war das Feste Fernmeldezentrum der Bundeswehr 120/301 in der Kaserne auf der Freiheit eingerichtet. Der Fernmeldesystembezirk der Bundeswehr 101/2 bestand vom 1. April 1994 bis zum 30. September 2001 in der Kaserne. Vom 1. April 1982 bis zum 31. März 1997 war das Lazarett 6141 als Geräteeinheit in der Kaserne eingelagert. In den 1980er Jahren bestanden der Wallmeistertrupp 111/3, der Fernmelderevisionsdiensttrupp 120/301 und der Fernmelderevisionsinstandhaltungstrupp 120/301 in der Kaserne. Ebenfalls in den 1980er Jahren waren die Flugabwehrkanonenbatterien 100 und 300 sowie die Luftwaffensicherungsstaffel 53034 als Geräteeinheiten in der Kaserne eingelagert. Des Weiteren waren zu dieser Zeit die Mobilmachungsvorbereitungsgruppen für das Territorialkommando Schleswig-Holstein, die Heimatschutzbrigade 61, die Heimatschutzregimenter 71 und 81 sowie das Pionierregiment 60 hier stationiert.

## Konversion
Auf dem ehemaligen Kasernengelände entsteht der neue Stadtteil Schleswigs Auf der Freiheit.